# Henryk Hajduk (piłkarz)
Henryk Józef Hajduk (ur. 30 kwietnia 1932 w Hajdukach Wielkich, zm. 14 grudnia 2000 w Zabrzu) – polski piłkarz występujący na pozycji obrońcy. Do 1947 nosił imię Walter. Pochowany na cmentarzu parafialnym św. Józefa przy ul. Ptasiej.

## Kariera
Był piłkarzem Kresów Chorzów (1945–1947), Ruchu Chorzów (1947–1952), Wawelu Kraków (1953), Legii Warszawa (1953–1954), Polonii Gdańsk (1955), Górnika Zabrze (1956–1961) oraz Sośnicy Gliwice (1962–1968).